# بانجو-كازووي (لعبة فيديو)
بانجو-كازووي (بالإنجليزية: Banjo-Kazooie)‏ هي لعبة فيديو أكشن-مغامرات طورتها راير وأُصدرت في الأصل من أجل وحدة ألعاب الفيديو نينتندو 64 في عام 1998. وهي أول لعبة في سلسلة بانجو كازووي والتي تتحدث عن قصة الدب بانجو والطائر كازووي اللذان يحاولان إيقاف خطط الساحرة غرونتيلدا، التي تعتزم تبديل جمالها مع شقيقة بانجو (توتي). تتضمن اللعبة تسعة مستويات على اللاعب فيها استخدام مجموعة واسعة من قدرات بانجو وكازووي لتجميع قطع تركيب الصور المقطعة. يجب على اللاعب إنجاز عدة تحديات مثل حل الألغاز، وتخطي العقبات، وجمع الأشياء، وهزيمة الأعداء.
صُممت لعبة «بانجو-كازووي» في الأصل كلعبة مغامرات تحمل اسم «دريم» لنظام سوبر نينتندو إنترتينمنت سيستم. وقد صُممت لجذب اللاعبين من جميع الأعمار، على غرار أفلام والت ديزني للرسوم المتحركة. حققت اللعبة نجاحًا تجاريًا حاسمًا، حيث بيع ما يقرب من مليوني نسخة في الولايات المتحدة. وقد أُشيد بها لرسوماتها التفصيلية، وصوتها الغامر، وتصميم مستوياتها المعقد. حصلت على جائزتين من أكاديمية الفنون والعلوم التفاعلية: لعبة الأكشن لهذا العام والإنجاز المتميز في الفن/الرسومات في عام 1999. أُعيد إنتاج اللعبة على إكس بوكس 360 في عام 2008 وجرى تضمينها في تجميع ألعاب الفيديو راير ريبلاي لأجهزة إكس بوكس ون في عام 2015. وأُصدرت تكملة بعنوان بانجو-تويي في عام 2000.

## وصلات خارجية
- الموقع الرسمي على موقع واي باك مشين (نسخة محفوظة 30 أبريل 1999)
- بانجو-كازووي على Xbox.com